# Phytobia brincki
Phytobia brincki är en tvåvingeart som beskrevs av Spencer 1965. Phytobia brincki ingår i släktet Phytobia och familjen minerarflugor. Inga underarter finns listade i Catalogue of Life.